# Friedrich-Wilhelm Bach
Friedrich-Wilhelm Bach (Bleckede, 5 de setembro de 1944 – 18 de agosto de 2014) foi um engenheiro mecânico alemão, professor de ciência dos materiais da Universidade de Hanôver.

## Formação e carreira
Bach estudou engenharia mecânica a partir de 1966 na Universidade de Hanôver, ontendo o diploma em 1972. A partir de 1972 foi wissenschaftlicher Mitarbeiter no Institut für Werkstoffkunde, onde obteve um doutorado em 1978, com a tese Entwicklungen in der Plasmametallurgie zur Verbesserung metallischer Werkstoffe. Obteve a habilitação em 1983. Em 1987 foi professor da Universidade de Hanôver e em 1997 professor da Universidade Técnica de Dortmund. De 2001 a 2012 foi professor em Hannover.
Em 2005 recebeu a Ordem do Mérito da República Federal da Alemanha.

## Obras
- com Kai Kerber (Eds.): Prozesskette Präzisionsschmieden. Springer 2014.
- Ed.: Moderne Beschichtungsverfahren. Wiley-VCH, 2.ª Edição 2006.
  - em inglês: Modern surface technology. Wiley-VCH 2006.
- com Erich Lugschneider: Handbuch der thermischen Spritztechnik: Technologien – Werkstoffe – Fertigung. Düsseldorf 2002.
- Ed. com Petra Winzer, Eckehard Schnieder: Sicherheitsforschung – Chancen und Perspektiven. Acatech 2010.
- com Guido Kremer; Katharina Lau: Elektronenstrahlschweißen von oberflächenveredelten, höherfesten Feinblechen an Atmosphäre. Düsseldorf 2006.